# 季米特里斯·米特罗普洛斯
季米特里斯·米特罗普洛斯（英語：Dimitri Mitropoulos；1896年3月1日［儒略曆2月18日］—1960年11月2日），生于雅典，在米兰去世，是一位美国籍希腊指挥家、作曲家和钢琴家。
米特罗波洛斯是知名的同时代音乐，像第二维也纳乐派的捍卫者。他自己就作有大量的管弦乐作品，钢琴独奏作品，和为管弦乐队而改编的巴赫管风琴作品。

## 生平
米特罗波洛斯生于雅典求学于布鲁塞尔和柏林，他还是布索尼的学生。从1921年到1925年他在柏林国家歌剧院艾里希·克莱伯手下当助理指挥。紧接着他就在希腊多个地方任职。1930年他和柏林爱乐乐团合作，演出普罗科菲耶夫的第三钢琴协奏曲，他演奏钢琴兼指挥。就此他成为了第一个身兼此两职的现代音乐家。
米特罗波洛斯1936年和波士顿交响乐团合作，成为他登陆美国第一声。后来他就在此定居并在1946年入籍。从1937年到1949年他是明尼苏达管弦乐团首席指挥，之后他就和纽约爱乐合作。1951年他成为该乐团的音乐总监（至1957年）。1954年他继布鲁诺·瓦尔特之后入主大都会歌剧院。他在那里指挥了很多新作品，还指挥了萨姆尔·巴伯的歌剧《凡尼莎》，他还参与了这部歌剧的配器工作。
他逝世于意大利米兰，终年64岁。当时他正在为马勒第三交响曲作排练。

## 外部連結
- 季米特里斯·米特罗普洛斯的Discogs页面（英文）